# Triumph TR1 / 20TS
El Triumph 20TS fue un prototipo de automóvil deportivo presentado por Standard-Triumph en octubre de 1952 en el Salón del Motor de Londres. El desarrollo del 20TS condujo a la introducción del Triumph TR2 en marzo de 1953 en el Salón del Automóvil de Ginebra, tras lo que el 20TS pasó a denominarse extraoficialmente como Triumph TR1. Triumph solo fabricó un ejemplar de este automóvil.

## Concepto y diseño
El 20TS se construyó utilizando componentes existentes: su motor provenía del Standard Vanguard, su suspensión del Triumph Mayflower y su chasis del Standard 8 hp, basado en el Standard Flying Nine de antes de la guerra. La carrocería se diseñó para ser construida de manera económica, sin paneles que requirieran trabajo de prensado de doble acción. La economía del diseño se consideró vital, ya que la empresa no esperaba cifras de ventas elevadas y tenía como objetivo un precio de 500 libras esterlinas antes de impuestos. La parte trasera del coche era corta y curva y tenía la rueda de repuesto atornillada sobre la puerta del maletero.

## Earls Court, Ken Richardson y el TR2
El 20TS se mostró al público en octubre de 1952 en el Salón del Motor de Londres, en Earls Court, suscitando distintas opiniones. Las críticas señalaron el interior estrecho y la falta de espacio en el maletero.
Para obtener una opinión sobre el rendimiento y el manejo del automóvil a alta velocidad, el presidente de Standard-Triumph, Sir John Black, invitó al ingeniero de desarrollo de BRM y piloto de pruebas Ken Richardson a conducirlo. Richardson expresó una mala opinión sobre el 20TS, describiéndolo como una "trampa mortal", con una conducción deficiente y una velocidad máxima de 80 mph (129 km/h), por debajo del objetivo de Black de 90 mph (145 km/h):

Francamente, creo que es el coche más malditamente horrible que he conducido.
Ken Richardson, piloto de pruebas de BRM, a Sir John Black, director ejecutivo de Standard-Triumph.

Al conocer la evaluación de Richardson, Black le pidió que ayudara a rediseñar el automóvil. Richardson afinó y modificó el motor y trabajó con los ingenieros de Triumph para aumentar el tamaño de los frenos, modificar la suspensión delantera y experimentar con resortes y amortiguadores traseros. Se diseñó un bastidor más resistente con una rigidez torsional mejorada. Mientras tanto, los estilistas ensancharon y alargaron el automóvil para obtener más espacio en el interior y en el maletero, pudiendo montar la rueda de repuesto dentro del maletero. El resultado fue el Triumph TR2, presentado en marzo de 1953 en el Salón del Automóvil de Ginebra.

## Legado
El 20TS fue el origen de la línea de autos deportivos Triumph TR, siendo conocido extraoficialmente como TR1 después de la introducción del TR2.
Se desconoce si el 20TS existe hoy. Según Bill Piggott, el automóvil podría haber sido desguazado con el fin de proporcionar piezas para un prototipo del TR2.

## Lecturas relacionadas
- Culshaw, David; Horrobin, Peter (2013) [1974]. «Triumph». The Complete Catalogue of British Cars 1895 - 1975 (e-book edición). Poundbury, Dorchester, UK: Veloce Publishing. pp. 315-322. ISBN 978-1-845845-83-4.
- Elliott, James (March 2007). «The Magic Numbers».  En Elliott, James, ed. Classic & Sports Car (Haymarket Publishing) 25 (12): 100-109. ISSN 0263-3183.
- Langworth, Richard M. (1973). «Trundling Along With Triumph – The story thus far...». Automobile Quarterly (Automobile Quarterly Inc.) 11 (2 (Second Quarter)): 116-145. LCCN 62004005.
- Piggott, Bill (2009). «Prologue:TRs Past and Present». Collector's Originality Guide Triumph TR2 TR3 TR4 TR5 TR6 TR7 TR8. Minneapolis, MN US: MBI Publishing. pp. 14-45. ISBN 978-0-7603-3576-5. LCCN 2008047897. Consultado el 26 de noviembre de 2014.
- Robson, Graham (1972). The Story of Triumph Sports Cars. Motor Racing Publications. ISBN 0-900549-23-8.
- Trummel, Reid (July 2012). «1960 Triumph TR3A Convertible».  Sports Car Market 24 (7): 54-55.

- Datos: Q696341